# Nivel del mar en el pasado

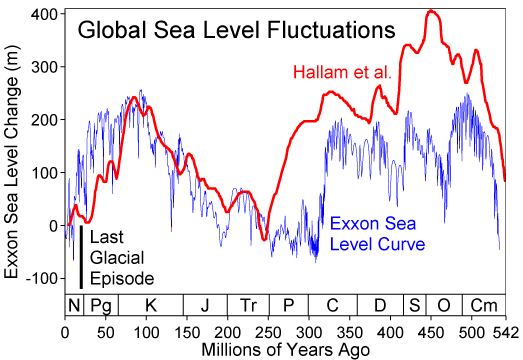
Comparación de dos reconstrucciones del nivel del mar durante los últimos 500 millones de años. La escala del cambio durante la última transición glacial/interglacial se indica con una barra negra.

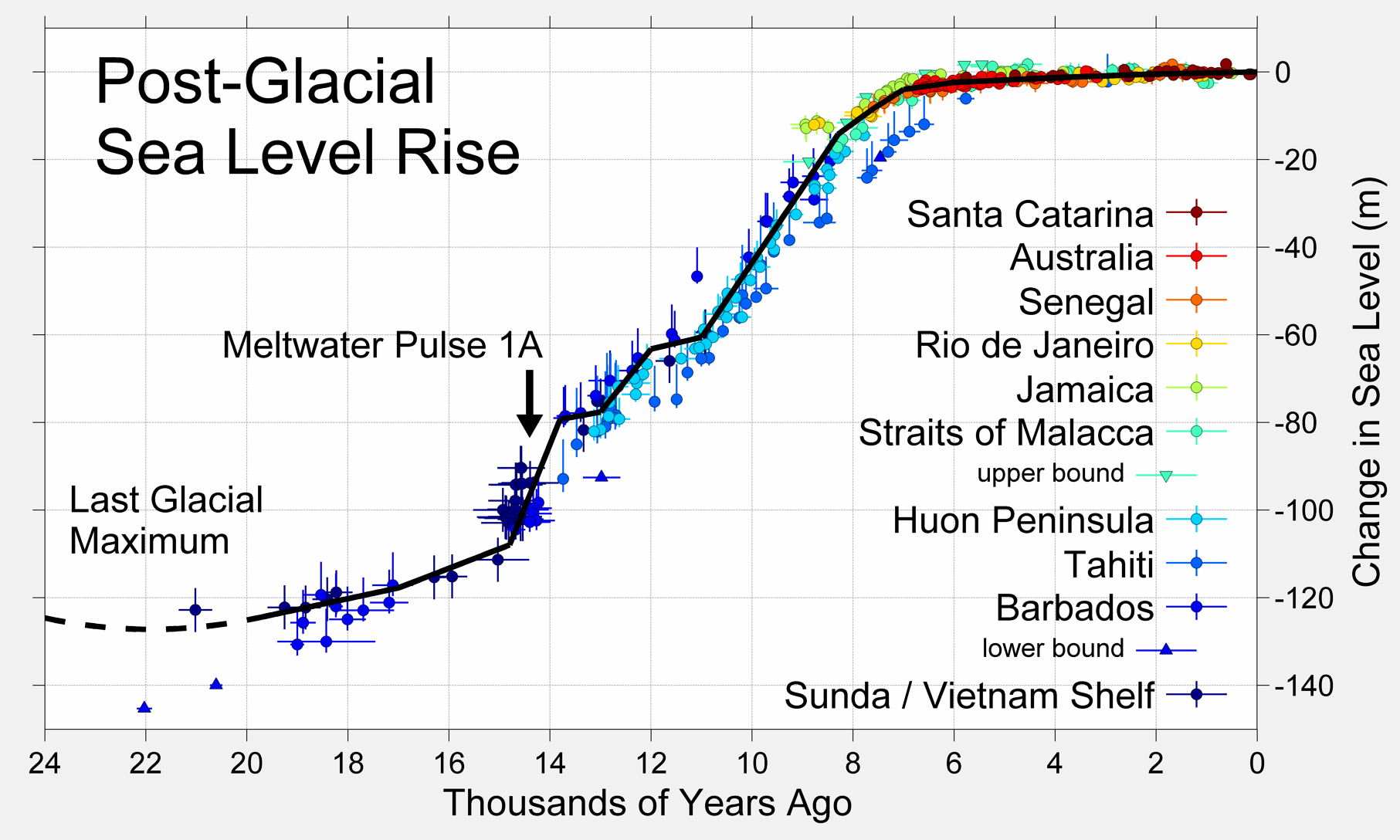
Aumento del nivel del mar desde el Último Máximo Glacial.

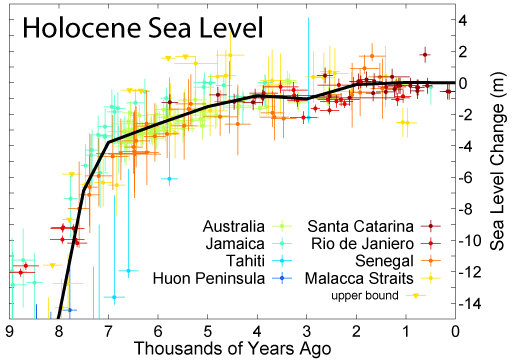
Aumento del nivel del mar en el Holoceno.

El nivel global del mar, o el aumento del nivel del mar, ha fluctuado ampliamente a lo largo de la historia de la Tierra. Los principales factores que influyen en el nivel del mar son la cantidad y el volumen de agua disponible y la forma y el volumen de las cuencas oceánicas..[cita requerida]
Las principales influencias sobre el nivel del mar son la temperatura del agua (que afecta a la densidad) y la cantidad de agua vertida o retenida por embalses, ríos, acuíferos, lagos, glaciares, y hielo acumulado sobre continentes . A lo largo de escalas de tiempo geológico, los cambios en la forma de las cuencas oceánicas y la distribución tierra/océano afectan el nivel del mar. Además de los cambios en el nivel del mar, los cambios locales en el nivel del mar son causados por levantamientos y hundimientos tectónicos.[cita requerida]
A lo largo del tiempo geológico, el nivel del mar ha fluctuado más de 300 metros, y posiblemente incluso más de 400 metros. Las principales causas de las fluctuaciones del nivel del mar en los últimos 15 millones de años son el efecto tierra en la Antártida y el rebote posglacial en la Antártida durante los períodos cálidos..[cita requerida]
El nivel del mar se encuentra actualmente unos 130 metros por encima de los mínimos históricos. Los mínimos históricos se alcanzaron durante el Último Máximo Glacial (LGM) hace unos 20.000 años. La última vez que el nivel del mar fue más alto que el actual fue durante el interglacial Reese-Ulm, hace unos 130.000 años.
En escalas de tiempo más cortas, los bajos niveles de agua alcanzados durante el Último Máximo Glacial regresaron durante el Holoceno temprano (hace 14.000 a 6.500 años), lo que resultó en un aumento del nivel del mar de 110 m. El nivel del mar se ha mantenido relativamente estable durante los últimos 6.500 años y ha aumentado 0,50 m en los últimos 1.500 años.[cita requerida] Esto último no está confirmado, son suposiciones.
Por ejemplo, hace unos 10.200 años, el último puente terrestre entre Europa continental y Gran Bretaña se inundó, dejando un pantano. Hace ocho mil años, la marisma quedó sumergida por el mar y se perdió su antigua conexión con el continente. Los estudios de observación y modelización de la pérdida de masa de los glaciares y las capas de hielo indican un aumento del nivel del mar de 2 a 4 centímetros durante el siglo XX.[cita requerida] Esto último no está confirmado, son suposiciones.

## Glaciares y casquetes polares
Cada año alrededor de 8 milímetros (0,3 plg) de agua de toda la superficie de los océanos caen sobre las capas de hielo de la Antártida y Groenlandia en forma de nevadas. Un poco más de agua regresa al océano en los icebergs, procedente del hielo que se derrite en los bordes y de los ríos de agua de deshielo que fluyen desde las capas de hielo hasta el mar. El cambio en la masa total de hielo en la tierra, llamado balance de masa, es importante porque provoca cambios en el nivel global del mar. La gravimetría de alta precisión procedente de satélites en vuelos silenciosos ha determinado que en 2006, las capas de hielo de Groenlandia y la Antártida experimentaron una pérdida de masa combinada de 475 ± 158 Gt/año, equivalente a 1,3 ± 0,4 mm/año de aumento del nivel del mar. En particular, la aceleración de la pérdida de la capa de hielo durante el período 1988-2006 fue de 22 ± 1 Gt/año² para Groenlandia y de 14,5 ± 2 Gt/año² para la Antártida, para un total de 36 ± 2 Gt/año². En 2010, la aceleración había aumentado a más de 50 Gt/año². Esta aceleración es 3 veces mayor que la de los glaciares de montaña y los casquetes polares (12 ± 6 Gt/año²).
Las plataformas de hielo flotan en la superficie del océano y, si se derriten, no cambian el nivel del mar en primer lugar. Asimismo, el derretimiento de la capa de hielo del Ártico, que está formada por capas de hielo flotantes, no tendrá un impacto significativo en el aumento del nivel del mar. Sin embargo, debido a que la salinidad del hielo flotante es menor que la del agua de mar, su derretimiento sólo provocará un pequeño aumento en el nivel del mar, tan pequeño que la mayoría de la gente lo ignorará..[cita requerida]
- Hasta ahora, los científicos desconocían los cambios en el almacenamiento terrestre de agua. Los estudios sobre la retención de agua mediante absorción del suelo y mediante embalses artificiales ("embalses") muestran que desde 1930 se han embalsado en tierra un total de unos 10.800 kilómetros cúbicos de agua (un poco menos del tamaño del lago Hurón). Tal embargo enmascaró a unos 30 mm (1,2 plg) de aumento del nivel del mar en ese tiempo.[4]
- Por el contrario, las estimaciones del exceso de extracción global de agua subterránea durante 1900-2008 ascienden a ~4.500 km3, lo que equivale a un aumento del nivel del mar de 12,6 mm (0,50 plg) (>6% del total). Además, la tasa de agotamiento de las aguas subterráneas ha aumentado notablemente desde aproximadamente 1950, y las tasas máximas se produjeron durante el período más reciente (2000-2008), cuando promedió ~145 km3/año (equivalente a 0,40 mm/año de aumento del nivel del mar, o 13% de la tasa reportada de 3,1 mm/año durante este período reciente).[5]
- Si se derriten pequeños glaciares y casquetes polares en los márgenes de Groenlandia y la Península Antártica, el aumento previsto del nivel del mar será de alrededor de 0,5 m (0,5 yd). El derretimiento de la capa de hielo de Groenlandia produciría 7,2 m (7,9 yd) de aumento del nivel del mar, y el derretimiento de la Indlandsis de la Antártida produciría 61,1 m (66,8 yd) de aumento del nivel del mar.[6] El colapso del depósito interior de la capa de hielo de la Antártida occidental elevaría el nivel del mar en un 5 m (5,5 yd) - 6 m (6,6 yd).[7]
- La altitud de la línea de nieve es la altitud del intervalo de elevación más bajo en el que la capa de nieve mínima anual supera el 50%. Esto varía desde unos 5500 metros (6015 yd) sobre el nivel del mar en el ecuador hasta el nivel del mar en aproximadamente 70° de latitud N&S, dependiendo de los efectos regionales de mejora de la temperatura. Luego, el permafrost aparece al nivel del mar y se extiende más profundamente por debajo del nivel del mar hacia los polos..[cita requerida]
- Como la mayoría de las capas de hielo de Groenlandia y la Antártida se encuentran por encima de la línea de nieve y/o la base de la zona de permafrost, se derretirán más lentamente que las plataformas de hielo. Algunas estimaciones dicen que se derretirán durante varios milenios, incluso si las temperaturas continúan aumentando. Sin embargo, el aumento de las temperaturas cambia la zona de permafrost y las capas de hielo también contribuyen al aumento del nivel del mar a través del aumento del flujo y el desprendimiento de icebergs.[8]
- En la década de 2010, Groenlandia contribuía aproximadamente 0,8 mm/año al aumento del nivel del mar, y la Antártida contribuía aproximadamente 0,4 mm/año, acelerando ambos un 10% anual (un tiempo de duplicación de 7 años). Los modelos climáticos estiman que contribuirán entre 1 y 2 m al aumento del nivel del mar para 2100, principalmente en la segunda mitad del siglo.[9][10]

A principios de la década de 2000, el aumento actual del nivel del mar observado por los mareógrafos es de aproximadamente 3,4 mm/año, lo que está dentro del rango estimado utilizando los factores anteriores, pero continúa la investigación activa en esta área..[cita requerida]

## Influencias geológicas
En ocasiones, durante la larga historia de la Tierra, la configuración de los continentes y el fondo marino ha cambiado debido a la tectónica de placas..[cita requerida]
Esto afecta el nivel global del mar al alterar las profundidades de varias cuencas oceánicas y también al alterar la distribución de los glaciares, con los consiguientes cambios en los ciclos glaciales-interglaciales. Los cambios en los ciclos glacial-interglaciares se ven afectados, al menos parcialmente, por los cambios en la distribución de los glaciares en toda la Tierra..[cita requerida]
La profundidad de las cuencas oceánicas es función de la edad de la litosfera oceánica (las placas tectónicas debajo del fondo de los océanos del mundo). A medida que las placas más viejas envejecen, se vuelven más densas y se hunden, permitiendo que las placas más nuevas se eleven y ocupen su lugar. .[cita requerida]
Por lo tanto, una configuración con muchas placas oceánicas pequeñas que reciclan rápidamente la litosfera oceánica produciría cuencas oceánicas menos profundas y (en igualdad de condiciones) niveles del mar más altos. Por otro lado, una configuración con menos placas y una litosfera oceánica más fría y densa daría como resultado cuencas oceánicas más profundas y niveles del mar más bajos..[cita requerida]
Cuando había mucha corteza continental cerca de los polos, el registro de rocas muestra niveles del mar inusualmente bajos durante las edades de hielo, porque había mucha masa de tierra polar en la que se podía acumular nieve y hielo. .[cita requerida]
Durante las épocas en que las masas de tierra se agrupaban alrededor del ecuador, las edades de hielo tuvieron mucho menos efecto sobre el nivel del mar..[cita requerida]
Durante la mayor parte del tiempo geológico, el nivel medio del mar a largo plazo ha sido más alto que el actual (consulte el gráfico anterior). Sólo en el límite Pérmico-Triásico, hace ~250 millones de años, el nivel medio del mar a largo plazo era más bajo que el actual. Los cambios a largo plazo en el nivel medio del mar son el resultado de cambios en la corteza oceánica, y se espera que continúe una tendencia a la baja a muy largo plazo.
Durante los ciclos glacial-interglaciares de los últimos millones de años, el nivel medio del mar ha variado algo más de cien metros. Esto se debe principalmente al crecimiento y descomposición de las capas de hielo (principalmente en el hemisferio norte) con el agua evaporada del mar..[cita requerida]
El crecimiento gradual de la cuenca del Mediterráneo como cuenca del Neotetis, iniciado en el Jurásico, no afectó repentinamente los niveles del océano. Mientras el Mediterráneo se estaba formando durante los últimos 100 millones de años, el nivel medio del océano estaba generalmente a 200 metros por encima de los niveles actuales..[cita requerida]
Sin embargo, el mayor ejemplo conocido de inundación marina se produjo cuando el Atlántico rompió el Estrecho de Gibraltar al final de la crisis salina del Messiniense, hace unos 5,2 millones de años..[cita requerida]

Esto restauró el nivel del mar Mediterráneo al final repentino del período en el que esa cuenca se había secado, aparentemente debido a fuerzas geológicas en la zona del Estrecho.
| Causas a largo plazo | Rango de efecto                               | efecto vertical                               |
| Cambio en el volumen de las cuencas oceánicas | Cambio en el volumen de las cuencas oceánicas | Cambio en el volumen de las cuencas oceánicas |
| --- | --------------------------------------------- | --------------------------------------------- |
| Tectónica de placas y expansión del fondo marino (divergencia/convergencia de placas) y cambio en la elevación del fondo marino (vulcanismo en medio del océano) | Eustático                                     | 0,01 mm/año.[cita requerida]                  |
| Sedimentación marina | Eustático                                     | < 0,01 mm/año.[cita requerida]                |
| Cambio en la masa de agua del océano. |                                               |                                               |
| Derretimiento o acumulación de hielo continental | Eustático                                     | 10 mm/año.[cita requerida]                    |
| • Cambios climáticos durante el siglo XX |                                               |                                               |
| •• Antártida | Eustático                                     | 0,39 a 0,79 mm/año                            |
| •• Groenlandia (por cambios tanto en la precipitación como en la escorrentía)                                                                                    | Eustático                                     | 0,0 a 0,1 mm/año.[cita requerida]             |
| • Adaptación a largo plazo al final de la última edad de hielo                                                                                                   |                                               |                                               |
| •• Contribución de Groenlandia y la Antártida a lo largo del siglo XX                                                                                            | Eustático                                     | 0,0 a 0,5 mm/año.[cita requerida]             |
| Liberación de agua desde el interior de la Tierra. | Eustático                                     |                                               |
| Liberación o acumulación de embalses hidrológicos continentales.                                                                                                 | Eustático.[cita requerida]                    |                                               |
| Levantamiento o hundimiento de la superficie terrestre (isostasia)                                                                                               |                                               |                                               |
| Isostasia térmica (cambios de temperatura/densidad en el interior de la Tierra)                                                                                  | Efecto local                                  |                                               |
| Glacioisotasia (carga o descarga de hielo) | Efecto local                                  | 10 mm/año.[cita requerida]                    |
| Hidroisotasia (carga o descarga de agua) | Efecto local                                  |                                               |
| Volcán -isostasia (extrusiones magmáticas) | Efecto local                                  |                                               |
| Sedimento-isostasia (deposición y erosión de sedimentos) | Efecto local                                  | < 4 mm/año.[cita requerida]                   |
| Levantamiento/hundimiento tectónico |                                               |                                               |
| Movimientos verticales y horizontales de la corteza (en respuesta a movimientos de fallas)                                                                       | Efecto local                                  | 1–3 mm/año                                    |
| Compactación de sedimentos |                                               |                                               |
| Compresión de sedimentos en una matriz más densa (particularmente significativa en y cerca de los deltas de los ríos )                                           | Efecto local                                  |                                               |
| Pérdida de fluidos intersticiales (extracción de agua subterránea o petróleo )                                                                                   | Efecto local                                  | ≤ 55 mm/año.[cita requerida]                  |
| Vibración inducida por un terremoto | Efecto local                                  |                                               |
| Salida del geoide |                                               |                                               |
| Cambios en la hidrosfera, la estenosfera, la interfaz núcleo-manto                                                                                               | efecto local                                  |                                               |
| Cambios en la rotación de la Tierra, eje de giro y precesión del equinoccio                                                                                      | Eustático.[cita requerida]                    |                                               |
| Cambios gravitacionales externos | Eustático                                     |                                               |
| Evaporación y precipitación (si se deben a un patrón a largo plazo)                                                                                              | efecto local.[cita requerida]                 |                                               |

### Cambios a través del tiempo geológico.
El nivel del mar ha cambiado a lo largo del tiempo geológico. Como muestra el gráfico, el nivel del mar hoy está muy cerca del nivel más bajo jamás alcanzado (el nivel más bajo ocurrió en el límite Pérmico-Triásico hace unos 250 millones de años)..[cita requerida]
Durante la edad de hielo más reciente (en su máximo hace unos 20.000 años), el nivel del mar en el mundo era de unos 130 m más bajo que hoy, debido a la gran cantidad de agua de mar que se había evaporado y depositado en forma de nieve y hielo, principalmente en la capa de hielo Laurentino. La mayor parte se había derretido hace unos 10.000 años..[cita requerida]
A lo largo de la historia de la Tierra se han producido cientos de ciclos glaciales similares. Los geólogos que estudian las posiciones de los depósitos de sedimentos costeros a lo largo del tiempo han observado docenas de desplazamientos similares de las costas hacia la cuenca asociados con una recuperación posterior. .[cita requerida]
Esto da como resultado ciclos sedimentarios que en algunos casos pueden correlacionarse en todo el mundo con gran confianza. Esta rama relativamente nueva de la ciencia geológica que vincula el nivel del mar eustático con los depósitos sedimentarios se llama estratigrafía secuencial..[cita requerida]
La cronología más actualizada del cambio del nivel del mar a lo largo del Fanerozoico muestra las siguientes tendencias a largo plazo:
- Aumento gradual del nivel del mar a lo largo del Cámbrico.
- Nivel del mar relativamente estable en el Ordovícico, con un gran descenso asociado con la glaciación del final del Ordovícico.
- Estabilidad relativa en el nivel inferior durante el Silúrico.
- Una caída gradual a través del Devónico, que continúa a través del Misisípico hasta un mínimo de largo plazo en el límite del Misisipio y Pensilvánico.
- Un ascenso gradual hasta el inicio del Pérmico, seguido de un suave descenso que se prolonga hasta la Era mesozoica.

#### Aumento del nivel del mar desde el último máximo glacial

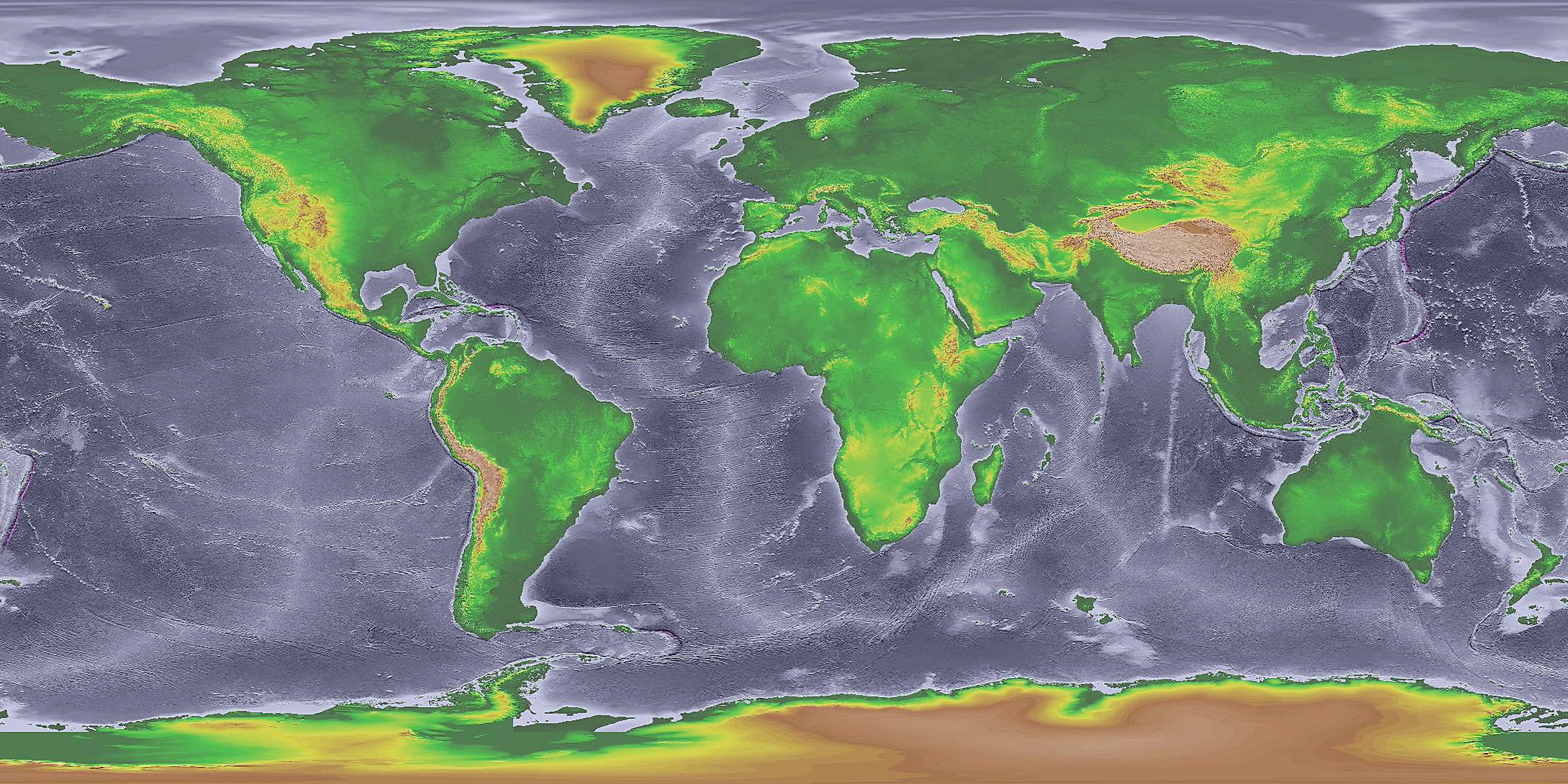
Nivel global del mar durante la Glaciación Würm

Durante la desglaciación entre aproximadamente 19–8 ka, el nivel del mar aumentó a un ritmo extremadamente alto como resultado del rápido derretimiento de las capas de hielo del Mar Británico-Irlandés, Fennoscandina, Laurentino, Barents-Kara, Patagónica, Indlandsis y partes de la Indlandsis de la Antártida. Al inicio de la desglaciación, hace unos 19.000 años, un breve evento glacioeustático de 500 años de duración como máximo puede haber contribuido hasta 10 m al nivel del mar con una tasa promedio de aproximadamente 20 mm/año. Durante el resto del Holoceno temprano, la tasa de aumento del nivel del mar varió desde un mínimo de aproximadamente 6,0 a 9,9 mm/año hasta 30-60 mm/año durante breves períodos de aumento acelerado del nivel del mar.
Existe evidencia geológica sólida, basada en gran medida en el análisis de núcleos profundos de arrecifes de coral, sólo de tres períodos importantes de aumento acelerado del nivel del mar, llamados pulsos de agua de deshielo, durante la última deglaciación. Son el pulso de derretimiento 1A entre hace aproximadamente 14.600 y 14.300 años; Pulso de derretimiento 1B hace aproximadamente 11.400 y 11.100 años; y el agua de deshielo pulso 1C hace entre 8.200 y 7.600 años. El pulso de agua de deshielo 1A fue un aumento de 13,5 m durante aproximadamente 290 años centrado en hace 14.200 años y el pulso de agua de deshielo 1B fue un aumento de 7,5 m durante aproximadamente 160 años centrado en hace 11.000 años. En marcado contraste, el período comprendido entre hace 14.300 y 11.100 años, que incluye el intervalo Dryas Reciente, fue un intervalo de aumento reducido del nivel del mar entre 6,0 y 9,9 años mm/año. El pulso de agua de deshielo 1C se centró en hace 8.000 años y produjo un aumento de 6,5 m en menos de 140 años, de modo que los niveles del mar hace 5.000 años eran alrededor de 3 m más bajos que en la actualidad, como lo demuestran en muchos lugares las playas fósiles. Estas rápidas tasas de aumento del nivel del mar durante los eventos de deshielo implican claramente importantes eventos de pérdida de hielo relacionados con el colapso de la capa de hielo. La fuente principal puede haber sido el agua de deshielo de la capa de hielo de la Antártida. Otros estudios sugieren una fuente del hemisferio norte para el agua de deshielo en la capa de hielo Laurentino.
Recientemente, se ha aceptado ampliamente que en el Holoceno tardío, hace 3.000 años hasta el presente, el nivel del mar era casi estable antes de una aceleración de la tasa de ascenso que se fecha de diversas maneras entre 1850 y 1900 d. C. Las tasas de aumento del nivel del mar del Holoceno tardío se han estimado utilizando evidencia de sitios arqueológicos y sedimentos de marismas de marea del Holoceno tardío, combinados con mareógrafos y registros satelitales y modelos geofísicos. Por ejemplo, esta investigación incluyó estudios de pozos romanos en Cesarea y de piscinas romanas en Italia. Estos métodos en combinación sugieren un componente eustático medio de 0,07 mm/año durante los últimos 2000 años.
Desde 1880, el océano comenzó a subir rápidamente, subiendo un total de 210 mm (8,3 plg) hasta 2009, causando una extensa erosión en todo el mundo y costando miles de millones.
El nivel del mar subió 6 cm durante el siglo XIX y 19 cm en el siglo XX. La evidencia de esto incluye observaciones geológicas, los registros instrumentales más largos y la tasa observada de aumento del nivel del mar en el siglo XX. Por ejemplo, las observaciones geológicas indican que durante los últimos 2.000 años, el cambio en el nivel del mar fue pequeño, con una tasa promedio de sólo 0,0 a 0,2. mm por año. Esto se compara con una tasa promedio de 1,7 ± 0,5 mm por año durante el siglo XX. Baart et al. (2012) muestran que es importante tener en cuenta el efecto del ciclo nodal lunar de 18,6 años antes de concluir la aceleración del aumento del nivel del mar. Según los datos de los mareómetros, la tasa de aumento medio mundial del nivel del mar durante el siglo XX oscila entre 0,8 y 3,3 mm/año, con una tasa promedio de 1,8 mm/año.